# 나나쿠사가유

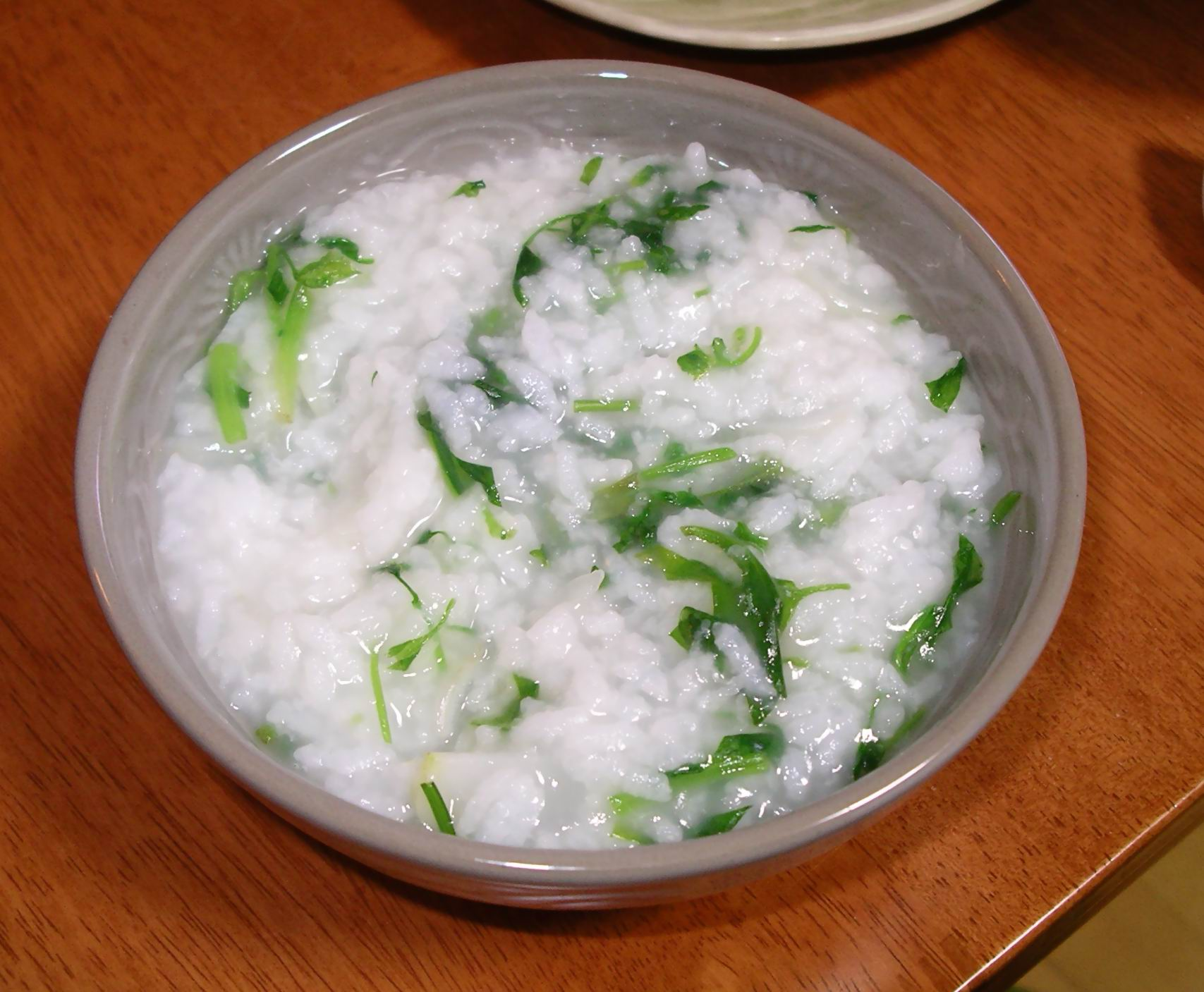
나나쿠사가유

나나쿠사가유는 일본의 명절(매년 1월 7일)에 아침에 먹는 요리이다.

## 개요
봄의 칠초나 떡등을 재료로 하는 짠 맛의 죽으로, 그 일년의 무병식재를 기원해 1월 7일에 먹을 수 있다.설날 차례상이나 축주로 약해진 위를 쉬게 하기 위해서라고도 한다.
이 행사는 헤이안 시대에는 행해졌지만 무로마치 시대 국물의 원형이라고도 한다.
칠초죽의 유래에 대해서는 일반적으로 6세기 중국 고전 『형초세시기』에 칠종채의 羹을 정월 초칠일에 먹는 풍습이 기록되어 있는 점이 지적된다.이와 유사한 풍습은 오래된 기록으로 보이며, 『서경잡기』나 『금匱록』칠금식방에 따르면 정월 상진일(월초 진일)에 특정 식물을 먹거나 분말로 만드는 풍습이 각지에서 행해지고 있었다.『형초세시기』의 7종채의 羹을 정월 초칠일에 먹는 풍습은 이러한 유풍이었던 것 같다.일본의 「어가초자」칠초초자에서 진의 시기에 칠초죽을 끓인다고 하는 것은, 일찍이 상진일에 행해졌던 풍습의 자취인것 같다. 또 아사히신문의 칼럼 '천성인어' 2023년 1월 7일 게재분 '칠구사 옛날'에 따르면 에도시대에는 7개의 조리도구를 이용해 장단을 맞추는 '薺치기'라는 행사가 있는데 연초에 풍년을 기원하는 것이 유래라고 한다.
현재는, 7초를 세트한 상품이, 많은 야채가게 등 소매점에서 판매되는 것 외에, 동결 건조의 7초나, 오차즈케용의 후리카케로서 판매되고 있는 예도 있다.또 일본식량신문에 따르면 코로나19 유행으로 연말연시를 집에서 보내는 사람이 많아지면서 수요가 높아진 것으로 알려졌다